# Harald Oehme
Harald Oehme (* 3. September 1953 in Zschopau) ist ein ehemaliger deutscher Eisschnellläufer.
Oehme, der für den Berliner TSC startete, nahm von 1970 bis 1980 an internationalen Wettbewerben teil. Dabei wurde er bei der Sprintweltmeisterschaft 1975 in Göteborg disqualifiziert und schied bei der Mehrkampfeuropameisterschaft 1976 in Oslo mit dem 20. Platz im Großen Vierkampf vorzeitig aus. Zudem wurde er im Jahr 1975 jeweils im Großen Vierkampf sowie im Sprint-Mehrkampf und im Jahr 1976 über 500 m sowie 1000 m DDR-Meister. Bei den Olympischen Winterspielen 1976 in Innsbruck belegte er den 24. Platz über 500 m und den 20. Rang über 1000 m. Nach seiner Karriere übernahm er den Gasthof Witzschdorf.

## Persönliche Bestzeiten
| Disziplin | Zeit         | Datum             | Ort    |
| --------- | ------------ | ----------------- | ------ |
| 500 m     | 38,19 s      | 3. April 1978     | Almaty |
| 1000 m    | 1:17,19 min  | 3. April 1978     | Almaty |
| 1500 m    | 1:59,60 min  | 5. November 1977  | Almaty |
| 3000 m    | 4:24,00 min  | 22. November 1975 | Inzell |
| 5000 m    | 7:25,83 min  | 22. November 1975 | Inzell |
| 10.000 m  | 15:28,60 min | 1. Oktober 1975   | Almaty |